# Ферв'ю (Міссурі)
Ферв'ю (англ. Fairview) — місто (англ. city) в США, в окрузі Ньютон штату Міссурі. Населення — 419 осіб (2020).

## Географія
Ферв'ю розташований за координатами 36°49′2″ пн. ш. 94°5′12″ зх. д. / 36.81722° пн. ш. 94.08667° зх. д. (36.817275, -94.086649).  За даними Бюро перепису населення США в 2010 році місто мало площу 1,21 км², уся площа — суходіл.

## Демографія
Згідно з переписом 2010 року, у місті мешкали 383 особи в 146 домогосподарствах у складі 102 родин. Густота населення становила 315 осіб/км².  Було 173 помешкання (142/км²).
Расовий склад населення:
| - 91,6 % — білих - 2,9 % — корінних американців - 0,8 % — чорних або афроамериканців - 0,3 % — азіатів - 2,1 % — осіб інших рас |

До двох чи більше рас належало 2,3 %. Частка іспаномовних становила 5,0 % від усіх жителів.
За віковим діапазоном населення розподілялося таким чином: 27,4 % — особи молодші 18 років, 54,8 % — особи у віці 18—64 років, 17,8 % — особи у віці 65 років та старші. Медіана віку мешканця становила 37,1 року. На 100 осіб жіночої статі у місті припадало 96,4 чоловіків;  на 100 жінок у віці від 18 років та старших — 93,1 чоловіків також старших 18 років.
Середній дохід на одне домашнє господарство  становив 34 151 долар США (медіана — 28 125), а середній дохід на одну сім'ю — 36 950 доларів (медіана — 35 278). Медіана доходів становила 31 250 доларів для чоловіків та 21 071 долар для жінок. За межею бідності перебувало 31,5 % осіб, у тому числі 32,9 % дітей у віці до 18 років та 20,0 % осіб у віці 65 років та старших.
Цивільне працевлаштоване населення становило 128 осіб. Основні галузі зайнятості: виробництво — 36,7 %, роздрібна торгівля — 12,5 %, освіта, охорона здоров'я та соціальна допомога — 10,2 %, будівництво — 8,6 %.